# Octávio Saldanha Mazza
Octávio Saldanha Mazza (Guarapuava, 9 de junho de 1892 — Rio de Janeiro, 17 de maio de 1959) foi um marechal do Exército Brasileiro.

## Biografia
Filho de Antônio Catão Mazza e de Henriqueta Saldanha Mazza. Depois de terminar seus estudos civis, ingressou na Escola de Guerra, em Porto Alegre. Terminou o curso e foi promovido a Segundo Tenente de Artilharia em 20 de dezembro de 1913, sendo classificado no 2º Batalhão de Artilharia.
Ao longo de mais de 59 anos de serviço, exerceu diversos comandos e funções de relevo.
Como oficial superior, comandou a Fortaleza da Barra de Paranaguá - PR e o 5º Grupo de Artilharia Montada em Itararé - PR. No período de 27 de outubro de 1936 a 17 de outubro de 1939, comandou a Escola de Educação Física do Exército no Rio de Janeiro e entre 10 de outubro de 1940 e 7 de abril de 1941, o 4º Regimento de Artilharia Montada - Regimento Deodoro, em Itu - SP.
Entre 7 de abril de 1941 e 19 de julho de 1943 foi o primeiro comandante e o responsável pela implementação da Escola Preparatória de São Paulo.
Como oficial-general foi Comandante do Destacamento de Natal - RN e, em seguida, da Artilharia Divisionária da 1ª Divisão de Exército, no Rio de Janeiro, entre 30 de janeiro de 1946 e 10 de dezembro de 1948.
Em seguida, foi Diretor-Geral de Material Bélico, Diretor-Geral de Administração e Comandante da 3ª Divisão de Infantaria, em Santa Maria, entre março de 1949 e julho de 1951.
No período de 31 de dezembro de 1954 a 29 de junho de 1955, comandou a Zona Militar Sul, em Porto Alegre. Foi, ainda, Chefe do Estado-Maior do Exército, de 23 de janeiro a 15 de outubro de 1956.
Entre 16 de outubro de 1956 e 13 de junho de 1958, foi Ministro-Chefe do Estado-Maior das Forças Armadas, durante o governo Juscelino Kubitschek. No dia 11 de novembro de 1958 foi promovido ao posto de marechal.

## Homenagens
Existe uma rua no bairro de Capão Raso em Curitiba que, em sua homenagem,  leva o nome de Marechal Octávio Saldanha Mazza. Essa rua foi assim nomeada pela Lei 2.232, de 17 de dezembro de 1962.